# Pseudopolycope comandorica
Pseudopolycope comandorica är en kräftdjursart som beskrevs av V. G. Chavtur 1983. Pseudopolycope comandorica ingår i släktet Pseudopolycope och familjen Polycopidae. Inga underarter finns listade i Catalogue of Life.